# Bertil Davidsson
Bertil Artur Samuel Davidsson, född 23 januari 1924 i Gustav Adolfs församling i dåvarande Skaraborgs län, död 21 november 2002 i Habo församling i Jönköpings län, var en svensk evangelist och skolledare.
Bertil Davidsson växte upp på gården Gullskog i Gustav Adolfs församling i sedermera Habo kommun. Han var son till hemmansägaren Karl Davidsson och Rut Andersson. En väckelse som svepte fram över Södra Vätterbygden i början av 1930-talet präglade uppväxten och resulterade i att såväl Bertil Davidsson som hans bröder Birger Davidson och Georg Davidsson skulle bli kända frikyrkoprofiler.
Han upplevde Guds kallelse och genomgick som tonåring bibelskola varefter han gick ut i tjänst som evangelist på olika platser i Sverige, Finland och Tyskland. Tillsammans med brodern Georg Davidsson bildade han teamet "Bröderna Davidsson" som turnerade och höll väckelsekampanjer i landet, även i samarbete med sångarevangelisten Stig Svensson. Som ungdomssekreterare vid Helgelseförbundet från 1948 ansvarade han för lägerverksamhet.
Bertil Davidsson blev student vid Lunds universitet vid 1960-talets mitt och läste teologi, religionshistoria, historia och pedagogik. Där blev han filosofie magister samt fick adjunktsbehörighet med vuxenutbildning som specialitet. Medan han ännu studerade anställdes han 1968 som lärare vid Götabro missionsskola, där han sedan var rektor från 1969 till 1988. Han brann för missionsarbetet och besökte därför åtskilliga av sina tidigare elever som runtom i världen var verksamma i missionens tjänst för att ge dem uppmuntran. Under ett 20-tal år anordnade han resor till Israel där han guidade vid de heliga platserna.
Från 1955 till sin död var han gift med läraren och författaren Elsie Persson (1932–2022). Makarna var under sina år tillsammans bosatta i Bankeryd och från omkring 2000 i Habo. Bertil Davidsson är begravd på Bankeryds kyrkogård.